# Ладіслав Надь
Ладіслав Надь (словац. Ladislav Nagy; 1 червня 1979, Кошиці, ЧССР) — словацький хокеїст, лівий або правий нападник. 

## Ігрова кар'єра
Виступав за ХК «Пряшів», ХК «Кошиці», «Михайлівці», «Галіфакс Мусгедс» (QMJHL), «Вустер Айс-Кетс» (АХЛ), «Сент-Луїс Блюз», «Фінікс Койотс», ХК «Мора», «Даллас Старс», «Лос-Анджелес Кінгс», «Сєвєрсталь» (Череповець), ХК «Попрад», МОДО (Ерншельдсвік), «Лев» (Попрад), «Динамо» (Мінськ), «Йокеріт» (Гельсінкі), «Слован» (Братислава).
У чемпіонатах НХЛ — 435 матчів (115+196), у турнірах Кубка Стенлі — 18 матчів (2+2). У Континентальній хокейній лізі — 230 матчів (52+71), у кубку Гагаріна — 8 (0+0).
У складі національної збірної Словаччини  учасник чемпіонатів світу 2001, 2002, 2003, 2009 і 2011 2014, 2018 та 2019; провів 53 матчі (18+24). Учасник Кубка світу 2004. Виступав на зимових Олімпійських іграх 2018 року (4 гри). У складі юніорської збірної Словаччини учасник чемпіонатів світу 1998 і 1999. У складі юніорської збірної Словаччини учасник чемпіонату Європи 1997.

## Досягнення та нагороди
- «Кубок RDS» — найкращому новачку року QMJHL (1999)
- Чемпіон світу (2002), бронзовий призер (2003).